# Xyrichtys sciistius
Xyrichtys sciistius är en fiskart som beskrevs av Jordan och Thompson, 1914. Xyrichtys sciistius ingår i släktet Xyrichtys och familjen läppfiskar. IUCN kategoriserar arten globalt som otillräckligt studerad. Inga underarter finns listade i Catalogue of Life.